# Hispidicarpomyces galaxauricola
Hispidicarpomyces galaxauricola är en svampart som beskrevs av Nakagiri 1993. Hispidicarpomyces galaxauricola ingår i släktet Hispidicarpomyces och familjen Hispidicarpomycetaceae.   Inga underarter finns listade i Catalogue of Life.